# Rafael (keresztnév)
A Rafael  férfinév a héber Refaél névből ered[forrás?]. Jelentése: Isten meggyógyított. Női párja: Rafaella.

## Rokon nevek
- Ráfis:[1] a Rafael régi magyar beceneve.[2]

## Gyakorisága
Az 1990-es években a Rafael igen ritka, a Ráfis szórványos név, a 2000-es években nem szerepelnek a 100 leggyakoribb férfinév között.

## Névnapok
Rafael, Ráfis
- június 20.[2]
- szeptember 29.[2]
- október 24.[2]

## Híres Rafaelek, Ráfisok
- A négy arkangyal egyike a Bibliában
- Ábrahám Rafael, magyar festő
- Rafael Kubelík cseh-magyar származtású zongorista, karmester
- Rafael Nadal, spanyol teniszező
- Raffaello (Raphael Sanctius), itáliai festőművész
- Tóth Ágoston Rafael honvéd ezredes, a modern magyar katonai térképészet úttörője
- Raphael Poiree, többszörös világkupa-győztes biatlonversenyző
- Hajdú Ráfis János fafaragó, múzeumépítő.
- Petróczi Rafael Dávid újságíró